# Никандар Городноезерски
Никандар Городнозерски († 1603) је монах Руске православне цркве; оснивач скита Никандра Городноезерскаја.
О његовом животу није сачувано много података. Познато је да је Никандер рођен у 16. веку. Основао је мушку Никандровску испосницу (село Никандрово, Љубитински округ, Новгородска област), 47 верста северозападно од Боровича, на обала језера Городно, по чијем имену се назива Городнозерски.
Не зна се тачно када је Никандер основао скит. У инвентару из 1581. године стоји: „У порти Никољског у Шероховићима, Цареву и Вел. књига манастир је стајао у црној шуми, Никандровски скит, а у њему црква Васкрсења Христовог, и мала црква Дмитрија Вологдског чуда, игуманова келија, и 10 келија, и у њима 3 старца, и 7 ћелије су празне”. Заједно са својим малобројним пратиоцима, Никандар је живео у манастиру који је основао до своје смрти.
Умро је 15. марта 1603. године. Његове мошти су тајно сахрањене у манастиру који је он основао у гају иза црквене порте.
Након смрти оснивача, скит Городноезерскаја Никандра је почео да опада, а број монаха се нагло смањио. Да би подржао своје постојање, испосница је додељена Крутецком манастиру, а 1764. године је укинута и преименована у Никандровску порту са црквом у част Васкрсења Христовог са капелом у част монаха Никандара. Након  Октобарске револуције, манастир су опљачкали и затворили бољшевици, а тек после распада СССР-а почела је његова обнова, сада је тамо манастир.
Његов спомен се помесно празније 15. марта и 4. новембра у Сабору новгородских светих.